# Le Neuvième Cœur
Pour plus de détails, voir Fiche technique et Distribution.
Le Neuvième Cœur (Deváté srdce) est un conte horrifique tchécoslovaque, réalisé par Juraj Herz, sorti en 1979.

## Synopsis
Adriana est une véritable princesse de conte : gracieuse, douce, charmante, peau de porcelaine et chevelure d'or. Pourtant, la belle cache un secret. Le jour, elle semble à peine consciente. La nuit, elle disparaît sans laisser de trace. Personne ne parvient à élucider ce mystère.
Le jeune Martin se jure à son tour de résoudre l'énigme. Alors qu'il enquête, l'étudiant découvre une terrible machination : un élixir de jouvence concocté avec neuf cœurs...

## Fiche technique
Sauf indication contraire, les informations mentionnées dans cette section peuvent être confirmées par la base de données cinématographiques IMDb,  présente dans la section « Liens externes ».
- Titre : Le Neuvième Cœur
- Titre original : Deváté srdce
- Réalisation : Juraj Herz
- Scénario : Juraj Herz et Josef Hanzlík d'après l'œuvre de E. T. A. Hoffmann
- Direction artistique : Jan Svankmajer
- Costumes : Irena Greifová, Helena Vondruskova
- Maquillage : Jirina Bisingerová, Jiri Hurych
- Photographie : Jirí Macháne
- Montage : Jaromír Janácek
- Musique : Petr Hapka
- Société de production : Filmové Studio Barrandov
- Société de distribution : Ustredni Pujcovna Filmu
- Pays d'origine :  Tchécoslovaquie
- Langue : Tchèque
- Format :  Couleurs - 2,35:1 - Mono - 35 mm
- Genre : Conte, fantastique, horreur
- Durée : 88 minutes (1 h 28)
- Dates de sorties en salles : 
  -  Tchécoslovaquie :  13 avril 1979
  -  France : 4 octobre 2022 en support physique (Artus Film)

## Distribution
- Ondřej Pavelka : Martin, étudiant
- Anna Maľová : Tončka
- Julie Jurištová : la Princesse Adriena
- Josef Kemr : le père de Tončka
- Juraj Kukura : le comte Aldobrandini, astrologue
- František Filipovský : le bouffon
- Markéta Světlíková

## Production
Le scénario s'inspire des contes Le cœur de pierre (Das steinerne Herz) et Le Vase d'or (Der goldne Topf) d'E. T. A. Hoffmann mais présente également des similitudes avec Le Bal des douze princesses (Die zertanzten Schuhe) des Frères Grimm et certains textes de Božena Němcová.

## Festivals et récompenses
En 1980, Le Neuvième Cœur est sélectionné dans la catégorie Meilleur film au Mystfest, un festival italien spécialisé dans le cinéma de genre.